# Abrus bottae
Abrus bottae es una especie de Magnoliopsida del género Abrus, de la familia Fabaceae, del orden Fabales.

## Taxonomía
Fue descrita científicamente por Deflers. Fue publicado por primera vez en Voy. Yemen, página 132 (1889).